# Д-р Албан
Доктор Албан (Dr. Alban), с истински имена Албан Нвапа, е шведски музикант от нигерийски произход.
Неговата музика е в стила евроденс. Има собствено звукозаписно студио, наречено Dr-Records.

## Биография
Албан Нвапа е роден в Огута, Нигерия, на 26 август 1957 г. Не се обучава за музикант, а учи в университет за зъболекар. След своето дипломиране работи като практикуващ стоматолог.
Започва да се занимава професионално с музика на 23-годишна възраст. Първоначално музиката за Албан му е просто хоби, но после става средство за съществуване. Докато учи в университета, е диджей в популярен клуб в Стокхолм. Става известен сред любителите на клубна музика в Швеция. След университета увлечението му по клубната музика не секва и продължава да работи в нощните клубове.
През 1990 година Албан заедно с DJ Denniz PoP създава звукозаписно студио, наречено SweMix. Съвместно с Denniz и рап изпълнителя Leila K Аблан записва първата си песен "Hello Afrika”(„Здравей, Африка“), която му донася успех. Като сценичен псевдоним Албан Нвапа оставя своето име и добавил съкращението "д-р”и така става "Д-р Албан” (Dr. Alban). Това напомня за неговата професия – стоматолог.
Дебютният албум на Др. Албан се казва Hello Afrika. Той постига милионен тираж и донася на Албан много известност. Вторият албум на изпълнителя "One Love” е издаден в над 1,6 милиона екземпляра. От този албум най-популярна става песента "It's my life” („Това е моят живот“), която се превръща във визитна картичка на доктор Албан. Песента "It's my life” заема водещи позиции в класациите в Израел, Нидерландия, Германия и Великобритания. След застой песента е последвана от сингъла One love. Продадените албуми са 1,7 милиона броя. Един след друг са издадени албумите "Look Who's Talking” („Виж кой говори“) и "Born In Africa” („Роден в Африка“).
Песента "No Coke” е използвана в антинаркотичната кампания в Швеция. Албан създава свое звукозаписно студио, което се нарича Dr-Records.

## Дискография

### Сингли
- 1990 – Hello, Afrika;
- 1990 – No Coke;
- 1991 – U & Mi;
- 1992 – It's My Life;
- 1992 – One Love;
- 1993 – Sing Hallelujah!;
- 1993 – No Coke '93;
- 1994 – Look Who's Talking!;
- 1994 – Away From Home;
- 1994 – Let The Beat Go On;
- 1995 – This Time I Free;
- 1996 – Born In Africa;
- 1996 – Hallelujah Day;
- 1997 – Mr. DJ;
- 1997 – It's My Life '97;
- 1997 – Long Time Ago;
- 1998 – Feel The Rhythm;
- 1998 – Sing Hallelujah '98;
- 1998 – Guess Who's Coming To Dinner;
- 1998 – Papaya Coconut;
- 2000 – Because Of You;
- 2000 – What Do I Do;
- 2003 – Work Work;
- 2003 – Sing Hallelujah Recall;
- 2006 – Starclub с участието на Dr. Alban – Chiki Chiki
- 2007 – Habibi с участието на Melissa

### Албуми
- 1990 – Hello, Afrika;
- 1991 – Hello, Afrika (Second Edition);
- 1992 – One Love;
- 1994 – Look Who's Talking!;
- 1996 – Born In Africa;
- 1997 – I Believe;
- 1997 – The Very Best Of 1990 – 1997;
- 2000 – Prescription
- 2007 – Back to basics
- 2008 – I Love The 90's (с участието на Haddaway)